# Auswandererhaus in Växjö

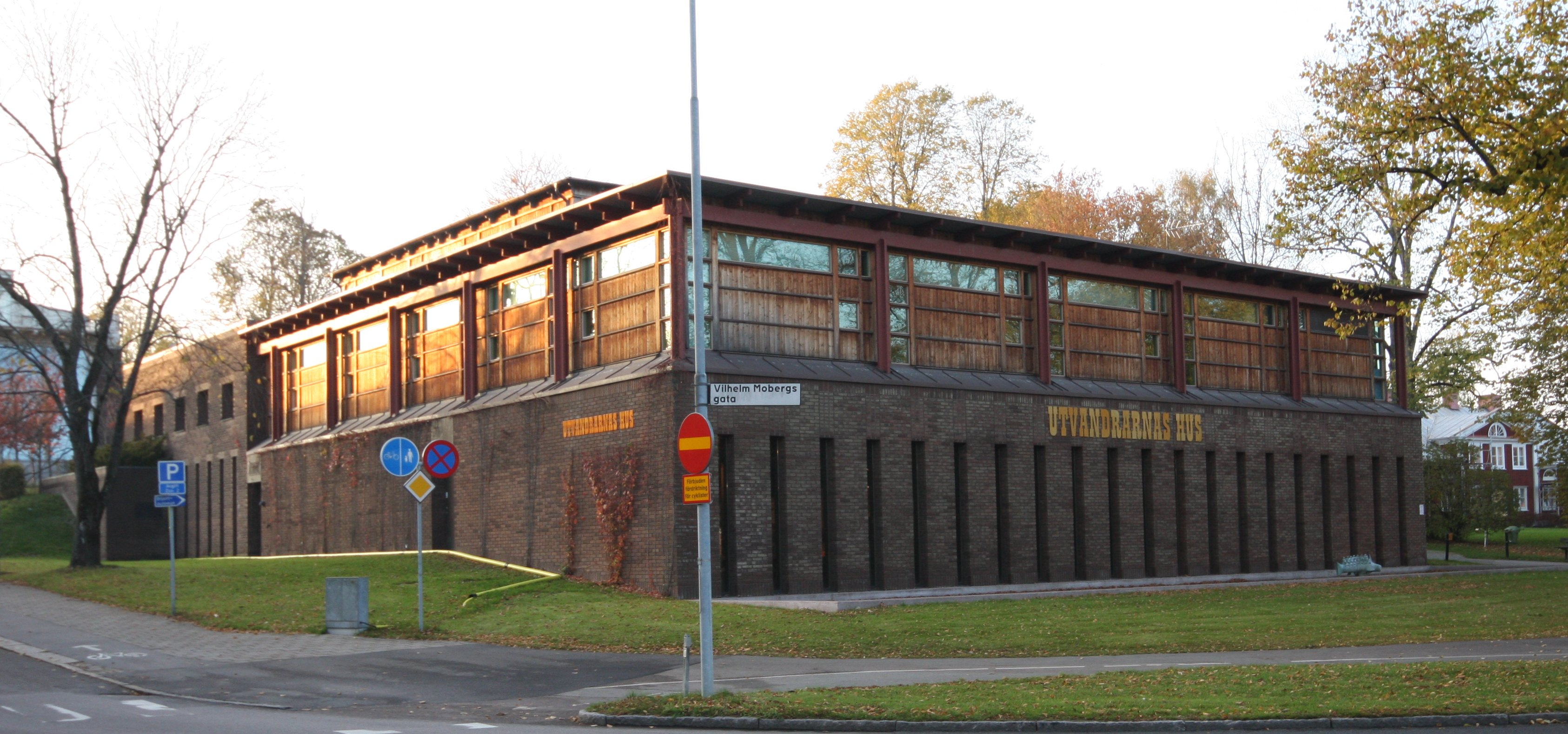
Auswandererhaus, 2007

Das Auswandererhaus (Utvandrarnas hus) in Växjö beherbergt das schwedische Auswandererarchiv (Svenska Emigrantinstitutet) und ein Migrationsmuseum.
Mehr als eine Million Schweden wanderten von Mitte des 19. bis Anfang des 20. Jahrhunderts nach Nordamerika aus, darunter die Vorfahren bekannter amerikanischer Persönlichkeiten. Der schwedische Schriftsteller Vilhelm Moberg thematisierte diese Auswanderung in seinem Hauptwerk. Im Auswandererhaus befindet sich das 1965 gegründete schwedische Auswandererarchiv, eine Bibliothek und ein Museum mit dem Schwerpunkt zur schwedischen Auswanderung in die Vereinigten Staaten. Vilhelm Moberg förderte das Auswandererhaus und hinterließ ihm seine umfangreiche Materialsammlung.

## Weblink
- Homepage des Museums